# Chilo suppressalis
Chilo suppressalis (tên tiếng Anh: Sâu đục thân lúa châu Á hoặc sâu đục thân 5 vạch đầu nâu) là một loài bướm đêm thuộc họ Crambidae. Nó là loài phân bố rộng rãi từ Ấn Độ, Trung Quốc, Đông Á, Nhật Bản, Đài Loan, Malaysia đến Thái Bình Dương.
Sải cánh dài 25 mm. Con cái lớn hơn con đực. Con trưởng thành có cánh trước màu vàng nạt, mỗi cánh có một hoặc nhiều hơn đốm đậm. Cánh sau màu trắng.
Ấu trùng ăn Chaetochloa verticellata, Echinochloa crusgalli cruspavonis, Echinochloa stagnina, Eleusine indica, Panicum barbinode, Paspalum conjugatum và lúa. Chúng đục thân cây chủ. Ấu trùng màu vàng.